# Gran Premio motociclistico delle Nazioni 1986
Il Gran Premio motociclistico delle Nazioni 1986 fu la seconda gara del motomondiale 1986. Si disputò il 18 maggio 1986 sull'Autodromo nazionale di Monza e vide le vittorie di Eddie Lawson nella classe 500, di Anton Mang nella classe 250, di Fausto Gresini nella classe 125 e di Stefan Dörflinger nella classe 80.

## Classe 500

### Arrivati al traguardo
| Pos | Pilota              | Moto             | Giri | Tempo     | Griglia | Punti |
| --- | ------------------- | ---------------- | ---- | --------- | ------- | ----- |
| 1   | Eddie Lawson        | Yamaha           | 25   | 46:29.950 | 1       | 15    |
| 2   | Randy Mamola        | Yamaha           | 25   | +5.680    | 2       | 12    |
| 3   | Mike Baldwin        | Yamaha           | 25   | +7.630    | 6       | 10    |
| 4   | Christian Sarron    | Yamaha           | 25   | +10.020   | 5       | 8     |
| 5   | Didier de Radiguès  | Chevallier-Honda | 25   | +49.000   | 8       | 6     |
| 6   | Boet van Dulmen     | Bakker-Honda     | 25   | +1:43.950 | 16      | 5     |
| 7   | Pierfrancesco Chili | Suzuki           | 25   | +1:53.380 | 13      | 4     |
| 8   | Fabio Biliotti      | Honda            | 24   | +1 giro   | 14      | 3     |
| 9   | Paul Lewis          | Heron-Suzuki     | 24   | +1 giro   | 18      | 2     |
| 10  | Marco Papa          | Honda            | 24   | +1 giro   | 15      | 1     |
| 11  | Dave Petersen       | Suzuki           | 24   | +1 giro   | 17      |       |
| 12  | Peter Sköld         | Honda            | 24   | +1 giro   | 20      |       |
| 13  | Henk van der Mark   | Honda            | 24   | +1 giro   | 25      |       |
| 14  | Manfred Fischer     | Honda            | 24   | +1 giro   | 22      |       |
| 15  | Karl Truchsess      | Honda            | 24   | +1 giro   | 29      |       |
| 16  | Wayne Gardner       | Honda            | 24   | +1 giro   | 3       |       |
| 17  | Peter Lindén        | Honda            | 24   | +1 giro   | 24      |       |
| 18  | Rob Punt            | Honda            | 24   | +1 giro   | 32      |       |
| 19  | Marco Marchesani    | Suzuki           | 23   | +2 giri   | 21      |       |

### Ritirati
| Pilota              | Moto      | Giri | Motivo ritiro       | Griglia |
| ------------------- | --------- | ---- | ------------------- | ------- |
| Ron Haslam          | ELF-Honda | 24   | Benzina             | 11      |
| Robert McElnea      | Yamaha    | 24   | Caduta              | 4       |
| Juan Garriga        | Cagiva    | 24   | Esaurimento benzina | 9       |
| Andreas Leuthe      | Honda     | 22   |                     | 33      |
| Leandro Becheroni   | Suzuki    | 21   |                     | 26      |
| Raymond Roche       | Honda     | 15   | Caduta              | 7       |
| Josef Doppler       | Honda     | 12   |                     | 35      |
| Roger Burnett       | Honda     | 12   |                     | 10      |
| Marco Gentile       | Honda     | 11   |                     | 34      |
| Simon Buckmaster    | Honda     | 10   |                     | 30      |
| Armando Errico      | Suzuki    | 6    |                     | 23      |
| Alessandro Valesi   | Honda     | 3    |                     | 19      |
| Wolfgang von Muralt | Suzuki    | 1    |                     | 36      |
| Vittorio Scatola    | Paton     | 1    |                     | 28      |
| Georg Jung          | Honda     | 1    |                     | 27      |
| Marco Lucchinelli   | Cagiva    | 1    | Uscita di pista     | 12      |
| Vinicio Bogani      | Suzuki    | 1    |                     | 31      |

### Non qualificati
| Pilota           | Moto   |
| ---------------- | ------ |
| Eero Hyvärinen   | Honda  |
| David Griffith   | Suzuki |
| Vincenzo Cascino | Suzuki |

## Classe 250

### Arrivati al traguardo
| Pos | Pilota                 | Moto        | Tempo     | Griglia | Punti |
| --- | ---------------------- | ----------- | --------- | ------- | ----- |
| 1   | Anton Mang             | Honda       | 35:35.760 | 6       | 15    |
| 2   | Carlos Lavado          | Yamaha      | +0.130    | 2       | 12    |
| 3   | Jean-François Baldé    | Honda       | +11.180   | 18      | 10    |
| 4   | Martin Wimmer          | Yamaha      | +11.370   | 1       | 8     |
| 5   | Sito Pons              | Honda       | +11.550   | 7       | 6     |
| 6   | Jacques Cornu          | Honda       | +20.720   | 9       | 5     |
| 7   | Dominique Sarron       | Honda       | +21.270   | 5       | 4     |
| 8   | Pierre Bolle           | Parisienne  | +27.400   | 22      | 3     |
| 9   | Massimo Matteoni       | Garelli     | +27.720   | 16      | 2     |
| 10  | Jean-Michel Mattioli   | Yamaha      | +27.860   | 14      | 1     |
| 11  | Alan Carter            | Cobas-Rotax | +33.760   | 17      |       |
| 12  | Hans Lindner           | Rotax       | +34.000   | 28      |       |
| 13  | Stefano Caracchi       | Aprila      | +34.730   | 23      |       |
| 14  | Manfred Herweh         | Aprilia     | +34.920   | 4       |       |
| 15  | Reinhold Roth          | Honda       | +35.130   | 20      |       |
| 16  | Harald Eckl            | Honda       | +51.380   | 26      |       |
| 17  | Stéphane Mertens       | Yamaha      | +53.570   | 21      |       |
| 18  | Siegfried Minich       | Honda       | +54.480   | 32      |       |
| 19  | Brent Jones            | Yamaha      | +54.670   | 12      |       |
| 20  | Ivan Palazzese         | Rotax       | +55.040   | 30      |       |
| 21  | Antonio Neto           | Yamaha      | +1:04.600 | 27      |       |
| 22  | Tadahiko Taira         | Yamaha      | +1:18.090 | 10      |       |
| 23  | Loris Reggiani         | Aprilia     | +1:18.280 | 13      |       |
| 24  | Marcellino Lucchi      | Aprilia     | +1:19.830 | 25      |       |
| 25  | Bruno Bonhuil          | Honda       | +1:20.270 | 33      |       |
| 26  | Jean-Louis Guignabodet | MIG-Rotax   | +1:20.660 | 34      |       |
| 27  | René Delaby            | Rotax       | +1:51.270 | 31      |       |

### Ritirati
| Pilota               | Moto      | Motivo ritiro      | Griglia |
| -------------------- | --------- | ------------------ | ------- |
| Fausto Ricci         | Honda     | Rottura del motore | 3       |
| Jean Foray           | Yamaha    |                    | 15      |
| Ian Newton           | Armstrong |                    | 24      |
| Carlos Cardús        | Honda     |                    | 8       |
| Jean-Louis Tournadre | Yamaha    |                    | 29      |
| Konrad Hefele        | Honda     |                    | 35      |
| Donnie McLeod        | Armstrong |                    | 11      |
| Antonio Rota         | Rotax     |                    | 19      |
| Gary Noel            | EMC       |                    | 36      |

## Classe 125

### Arrivati al traguardo
| Pos | Pilota                 | Moto          | Tempo     | Griglia | Punti |
| --- | ---------------------- | ------------- | --------- | ------- | ----- |
| 1   | Fausto Gresini         | Garelli       | 37:51.450 | 1       | 15    |
| 2   | Ángel Nieto            | Ducados-MBA   | +10.580   | 6       | 12    |
| 3   | August Auinger         | MBA           | +10.770   | 3       | 10    |
| 4   | Luca Cadalora          | Garelli       | +13.650   | 2       | 8     |
| 5   | Pier Paolo Bianchi     | MBA           | +54.450   | 8       | 6     |
| 6   | Lucio Pietroniro       | MBA           | +58.590   | 12      | 5     |
| 7   | Thierry Feuz           | MBA           | +1:09.430 | 11      | 4     |
| 8   | Gastone Grassetti      | MBA           | +1:12.160 | 10      | 3     |
| 9   | Johnny Wickström       | MBA (Tunturi) | +1:12.340 | 14      | 2     |
| 10  | Willy Pérez            | MBA (Zanella) | +1:13.440 | 13      | 1     |
| 11  | Alfred Waibel          | MBA           | +2:04.210 | 19      |       |
| 12  | Håkan Olsson           | MBA           | +2:04.410 | 17      |       |
| 13  | Thomas Møller-Pedersen | MBA           | +2:04.600 | 20      |       |
| 14  | Adi Stadler            | MBA           | +2:05.080 | 31      |       |
| 15  | Andrés Sánchez         | MBA           | +2:06.300 | 25      |       |
| 16  | Jacques Hutteau        | MBA           | +1 giro   | 24      |       |
| 17  | Patrick Daudier        | PMDF          | +1 giro   | 26      |       |
| 18  | Robin Appleyard        | MBA           | +1 giro   | 23      |       |
| 19  | Peter Balaz            | MBA           | +1 giro   | 28      |       |
| 20  | Karl Dauer             | MBA           | +1 giro   | 35      |       |
| 21  | Manfred Braun          | MBA           | +1 giro   | 33      |       |
| 22  | Wilhelm Lücke          | MBA           | +1 giro   | 32      |       |
| 23  | Peter Sommer           | MBA           | +1 giro   | 34      |       |

### Ritirati
| Pilota             | Moto      | Motivo ritiro | Griglia |
| ------------------ | --------- | ------------- | ------- |
| Bruno Kneubühler   | MBA       |               | 9       |
| Ezio Gianola       | MBA       |               | 5       |
| Domenico Brigaglia | MBA       |               | 4       |
| Olivier Liégeois   | Assmex    |               | 7       |
| Janez Pintar       | Eberhardt |               | 21      |
| Giuseppe Ascareggi | MBA       |               | 18      |
| Esa Kytölä         | MBA       |               | 29      |
| Iván Troisi        | MBA       |               | 36      |
| Paolo Casoli       | MBA       | Incidente     | 15      |
| Jussi Hautaniemi   | MBA       |               | 22      |
| Mike Leitner       | MBA       |               | 16      |
| Manuel Hernández   | MBA       |               | 27      |
| Éric Saul          | LGN       |               | 30      |

## Classe 80

### Arrivati al traguardo
| Pos | Pilota             | Moto         | Tempo     | Griglia | Punti |
| --- | ------------------ | ------------ | --------- | ------- | ----- |
| 1   | Stefan Dörflinger  | Krauser      | 28:56.280 | 1       | 15    |
| 2   | Jorge Martínez     | Derbi        | +0.470    | 3       | 12    |
| 3   | Manuel Herreros    | Derbi        | +27.700   | 4       | 10    |
| 4   | Gerhard Waibel     | Real-Krauser | +28.070   | 8       | 8     |
| 5   | Pier Paolo Bianchi | Seel         | +45.870   | 7       | 6     |
| 6   | Theo Timmer        | HuVo-Casal   | +46.800   | 6       | 5     |
| 7   | Hans Spaan         | HuVo-Casal   | +47.830   | 9       | 4     |
| 8   | Gerd Kafka         | Krauser      | +1:02.420 | 10      | 3     |
| 9   | Rainer Kunz        | Ziegler      | +1:36.770 | 19      | 2     |
| 10  | Salvatore Milano   | Krauser      | +1:42.980 | 20      | 1     |
| 11  | Luis Miguel Reyes  | Autisa       | +1:44.010 | 18      |       |
| 12  | Hibert Abold       | Seel         | +1:57.750 | 21      |       |
| 13  | Chris Baert        | Seel         | +2:37.170 | 24      |       |
| 14  | Jos van Dongen     | Krauser      | +1 giro   | 26      |       |
| 15  | Lionel Robert      | Krauser      | +1 giro   | 27      |       |
| 16  | Raimo Lipponen     | Krauser      | +1 giro   | 28      |       |
| 17  | Enzo Saffiotti     | Krauser      | +1 giro   | 34      |       |
| 18  | Reiner Koster      | Kroko        | +1 giro   | 31      |       |
| 19  | Richard Bay        | Maico        | +1 giro   | 33      |       |
| 20  | Jarno Piepponen    | Krauser      | +1 giro   | 29      |       |
| 21  | Bertus Grinwis     | Krauser      | +1 giro   | 35      |       |

### Ritirati
| Pilota              | Moto    | Motivo ritiro | Griglia |
| ------------------- | ------- | ------------- | ------- |
| Domingo Gil Blanco  | Autisa  |               | 11      |
| René Dünki          | Krauser |               | 15      |
| Thomas Engl         | Krauser |               | 22      |
| Ángel Nieto         | Derbi   | Caduta        | 2       |
| Reiner Scheidhauer  | Seel    |               | 17      |
| Mario Stocco        | Casal   |               | 23      |
| Ian McConnachie     | Krauser | Caduta        | 5       |
| Steve Mason         | MBA     |               | 25      |
| Alex Barros         | Autisa  |               | 16      |
| Stefan Brägger      | Casal   |               | 36      |
| Juan Ramón Bolart   | Autisa  |               | 13      |
| Henk van Kessel     | Krauser |               | 12      |
| Felix Rodríguez     | Autisa  |               | 14      |
| Serge Julin         | Casal   |               | 30      |
| Reinhard Koberstein | Krauser |               | 32      |